# Vasto
Vasto is een stad in de Italiaanse regio Abruzzen in de provincie Chieti. Het stadscentrum ligt op een plateau boven de Adriatische kust, aan de golf van Vasto. Aan zee ligt Marina di Vasto, dat ook tot de gemeente behoort, met een haven en brede zandstranden.
Volgens de legende is de stad gesticht door een stam afkomstig uit Dalmatië, de eerste naam luidde Histon. De Romeinen herdoopten de stad Histonium, dat uitgroeide tot een belangrijke plaats. Uit deze periode dateren de resten van het amfitheater en de thermen die nabij de stad te vinden zijn. Na de val van het Romeinse Rijk werd de plaats verwoest door barbarische volken. In de middeleeuwen kwam Vasto in de handen van de D'Avalos die er het immense Palazzo D'Avalos bouwden. Hierin zijn tegenwoordig enkele musea gevestigd, waaronder het Museo Archeologico.
Ten noorden van de stad ligt de Punta Penne, het ruigste stuk van de Abruzzese kust. De rotskust is tot beschermd natuurgebied verklaard. Nabij de kaap staat de kleine, in 1887 gebouwde kerk Madonna di Punta Penne.

## Bezienswaardigheden
- Castello D'Avalos
- Castello Caldora
- Archeologische zone
- De kathedraal San Giuseppe uit 1293 (herbouwd in 1890)
- Kerk Santa Maria Maggiore (11e eeuw)

## Geboren in Vasto
- Gabriele Rossetti (1783-1854), dichter en geleerde
- Gabriele Smargiassi (1798-1882), kunstschilder
- Luca Dirisio (1978), zanger
- Andrea Iannone (1989), motorcoureur

## Afbeeldingen

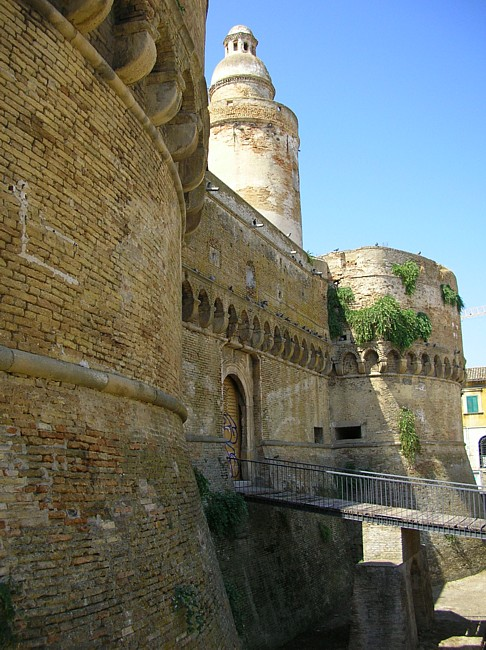
Castello Caldora
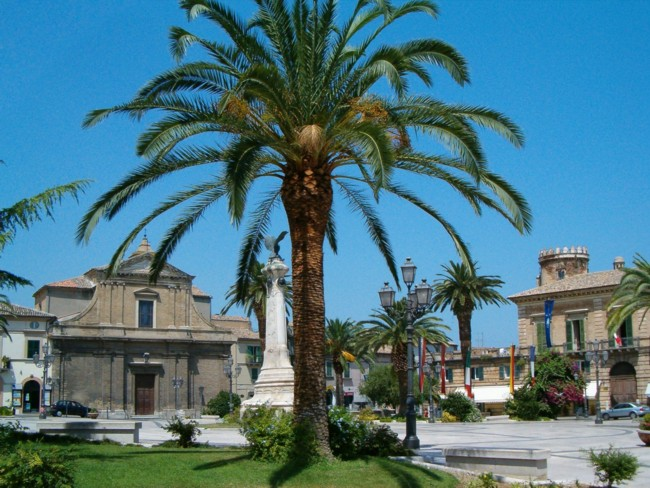
Piazza Rossetti